# Anton Graßl
Anton Graßl (* 22. März 1909 in Kaiserslautern; † 16. Mai 1990 in München) war ein deutscher Ministerialbeamter.

## Werdegang
Graßl promovierte 1933 mit einer Arbeit über bayerische Landesgeschichte. Er war Ministerialrat im Bayerischen Staatsministerium für Unterricht und Kultus. 1946 war er Mitbegründer des Landesverbandes Bayern für Jugendwandern und Jugendherbergen und wurde 1949 dessen Vorsitzender. 1962 wurde er zum Präsidenten des Internationalen Jugendherbergswerks gewählt.
Er wohnte von 1963 bis zu seinem Tod in der Ainmillerstraße in Schwabing.

## Ehrungen
- 1969: Großes Verdienstkreuz der Bundesrepublik Deutschland
- 1974: Großes Goldenes Ehrenzeichen für Verdienste um die Republik Österreich[2]